# Бункё
Бункё (яп. 文京区 Бункё:-ку) — один из 23 специальных районов Токио, был основан 15 марта 1947 года. Известен как крупный учебный центр. Начиная с эпохи Мэйдзи здесь жили литераторы, например Нацумэ Сосэки, а также ученые и политики. Ныне в Бункё расположены частные медицинские центры, университетские больницы, спортивно-развлекательный комплекс «Токио Доум Сити», Токийский университет и Токийский столичный университет.
По состоянию на ноябрь 2005 года численность населения составляла 180 209 чел., в том числе около 6500 иностранцев, плотность населения — 15 930 чел./км². Общая площадь составляет 11,31 км². Граничит с районами Синдзюку, Тиёда, Тайто, Тосима, Кита, Аракава.

## Основные кварталы
- Хонго[яп.]
- Яёй
- Хакусан

## Политика и правительство

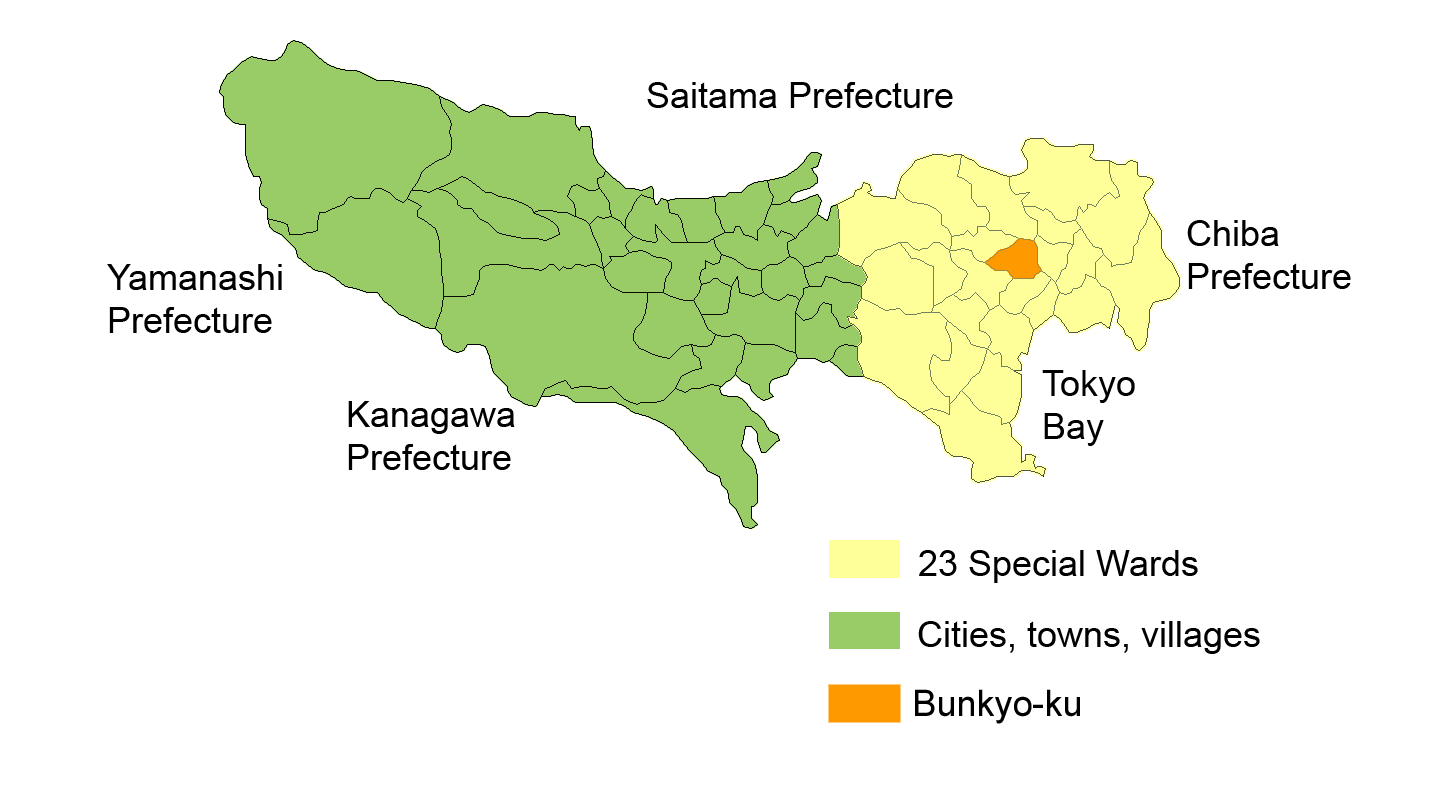
Район Бункё на карте

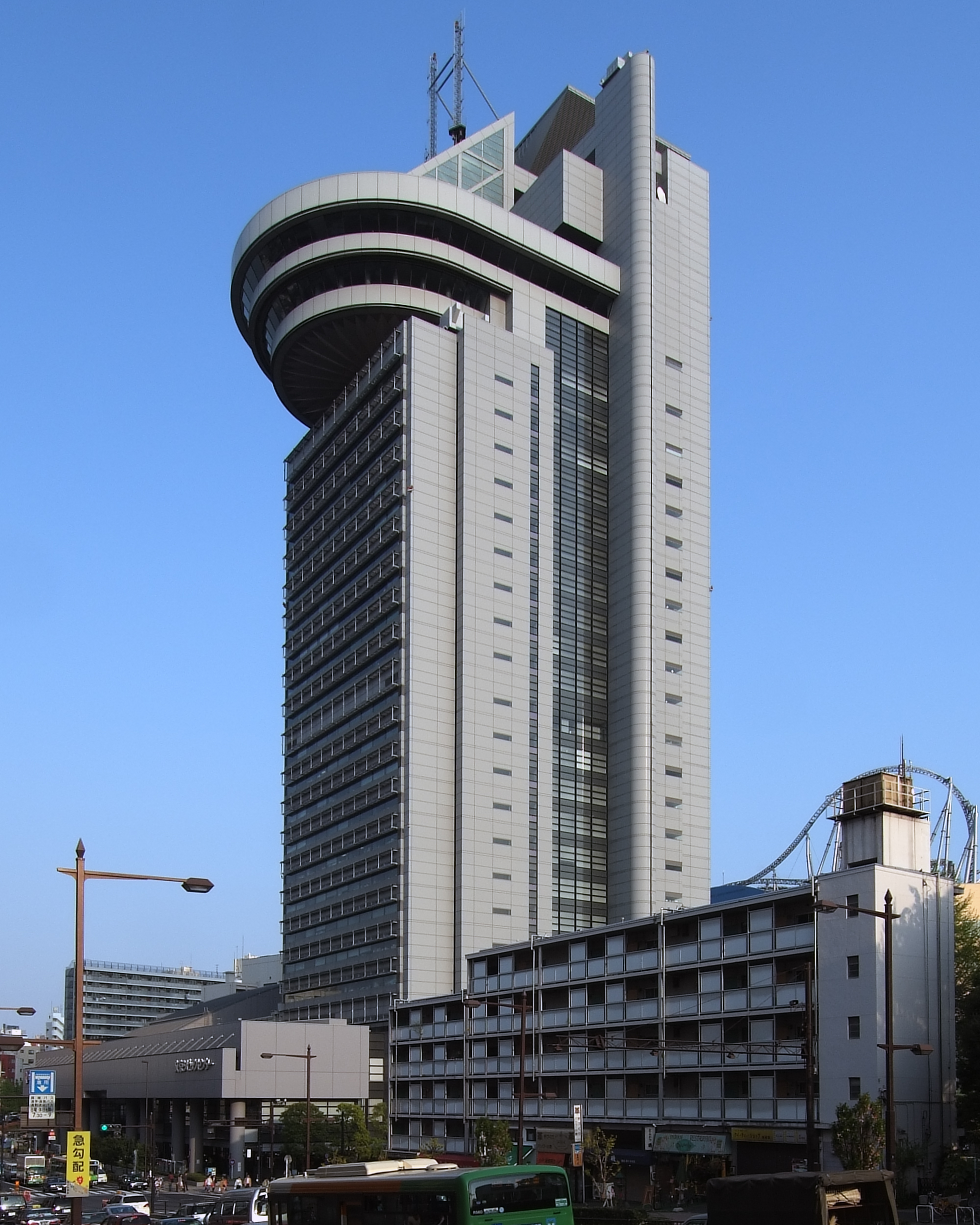
Мэрия района Бункё

Нынешний мэр Бункё — Хиронобу Нарисава, беспартийный. Городской совет состоит из 34 избранных членов, ведущую роль в нём играют Либерально-демократическая партия, Демократическая партия Японии и Комэйто.

## Экономика
Издательское дело, полиграфия, а также передовые медицинские услуги играют важную роль в экономике Бункё. Совсем недавно здесь процветала ИТ-индустрия. В Бункё базируются корпорации «Эйсай» (фармацевтика), «Томодс» (сеть аптек), «Коданся», «Хобунся» и «Такахаси» (издательское дело), «Топпан Принтинг» (полиграфия), «Кинг Рекордс» (музыкальный бизнес).

## Достопримечательности
- Ботанический сад Коисикава
- Коисикавский музей укиё-э
- Мемориальный музей Коданся Нома
- Сад Коисикава Коракуэн
- Сад Рикугиэн (осн. в 1702 г.)
- Сад Син-Эдогава
- Собор Святой Марии

В Бункё расположено несколько высотных зданий: 43-этажный «Токио Доум Отель», 28-этажный «Бункё Сивик Сентр» (146 м).

## Города-побратимы
- Германия, Кайзерслаутерн, Рейнланд-Пфальц;

## Галерея

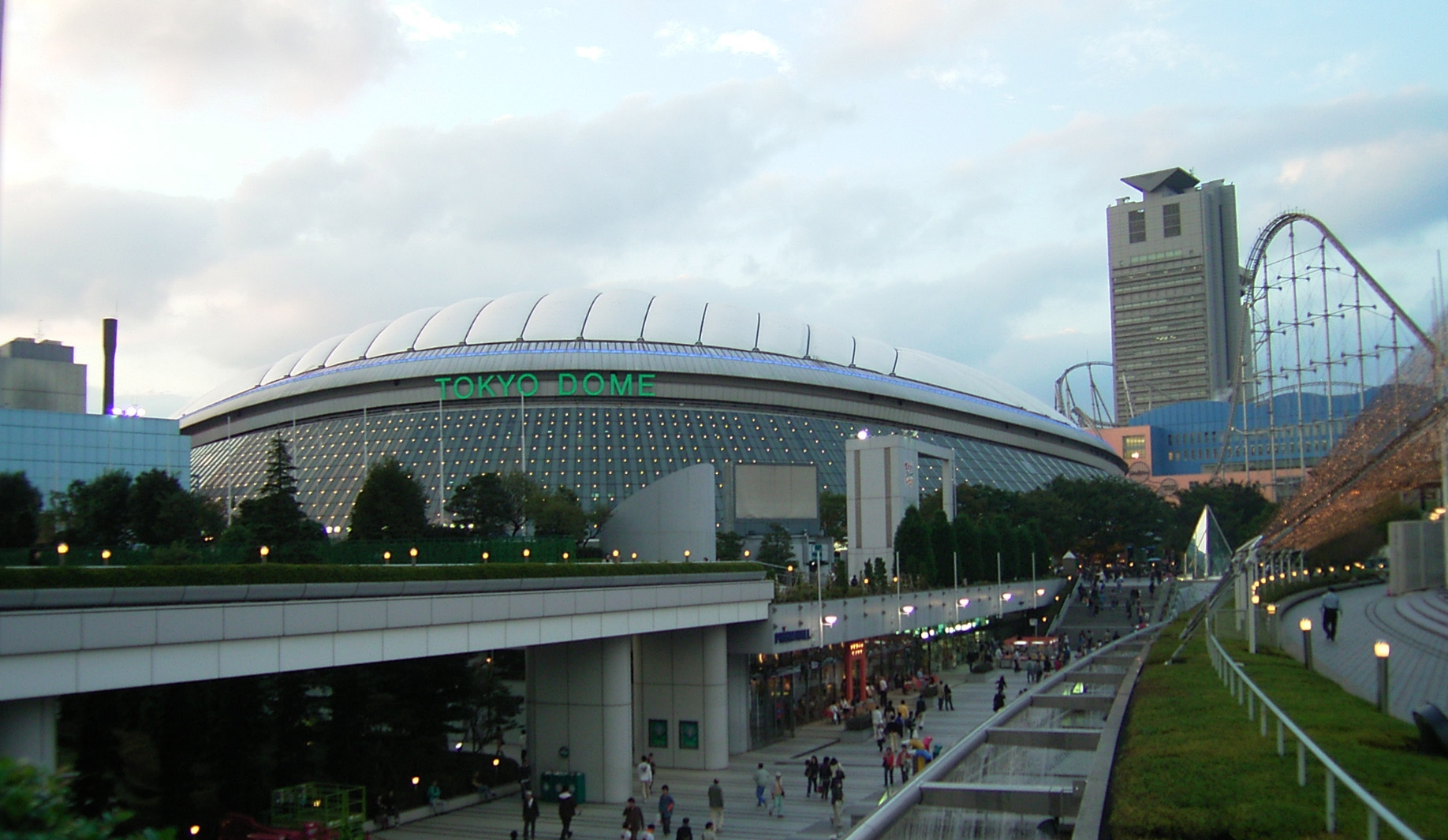
Стадион Tokyo Dome
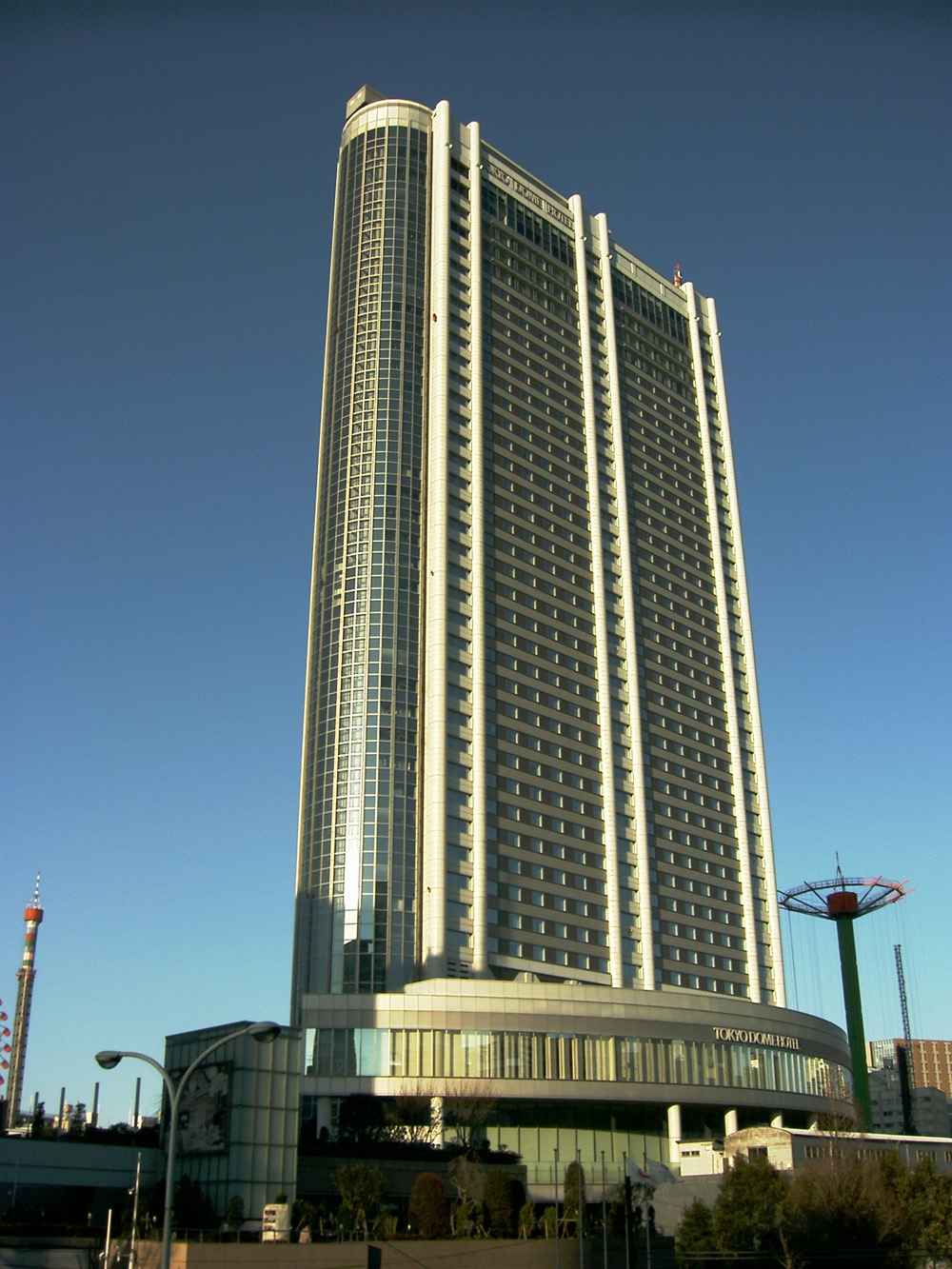
Отель Токио Доум
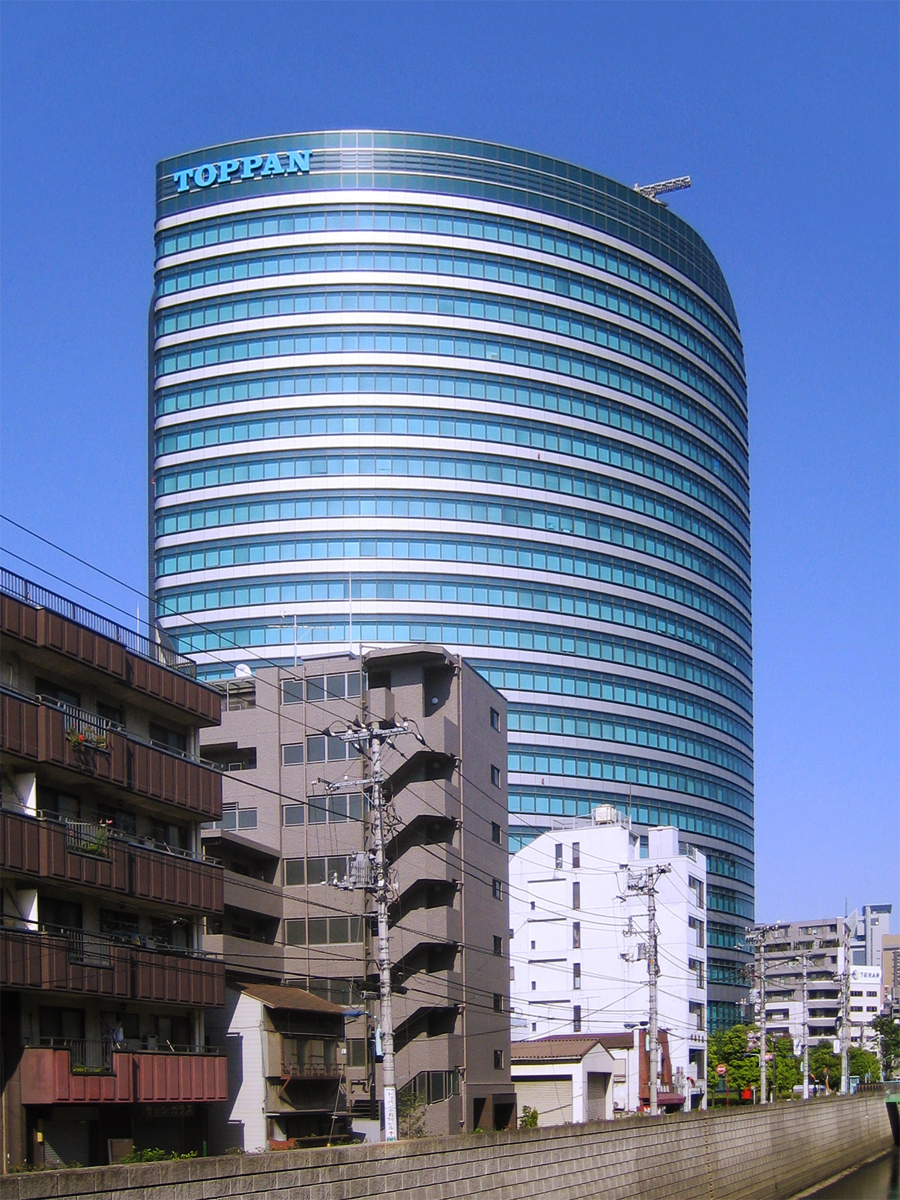
Штаб-квартира Топпан
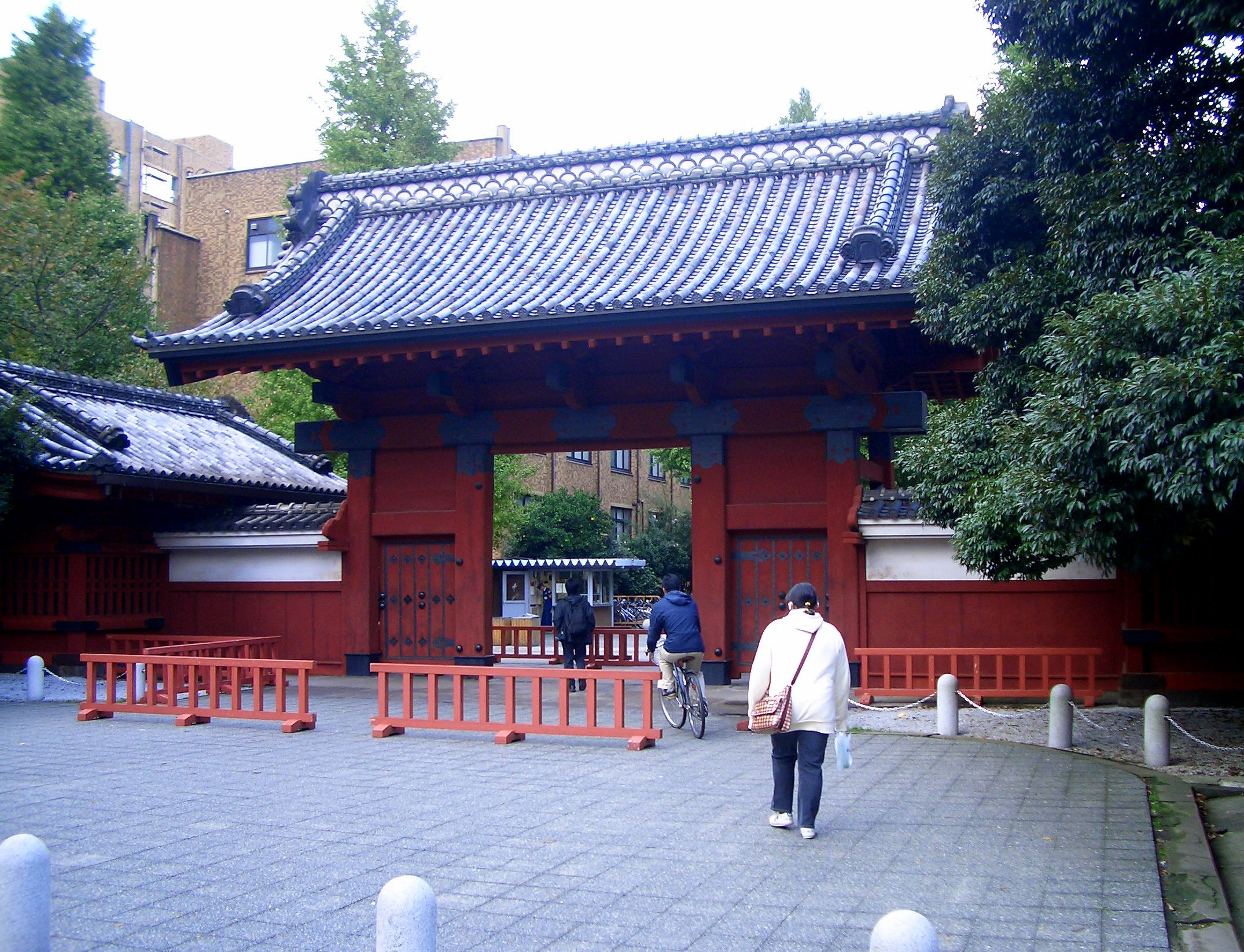
Акамон — знаменитые ворота в Токийский университет